# Uperoleia rugosa
Uperoleia rugosa е вид земноводно от семейство Myobatrachidae.

## Разпространение
Видът е разпространен в Австралия.